# Browse Island
Browse Island ist eine etwa 14 ha (nach anderen Angaben 17 ha) große unbewohnte Insel in der Timorsee, etwa 180 km vor der Region Kimberley des australischen Bundesstaats Western Australia. Es handelt sich um Australiens abgelegenste Insel außerhalb des Korallenmeers, die nicht als Außengebiet gilt.

## Geografie
Browse Island liegt etwa auf halbem Weg vom australischen Festland zum Scott Reef und Seringapatnam Reef; 175 km nördlich liegt das australische Außengebiet der Ashmore- und Cartierinseln. Die Insel ist 700 m lang und 400 m breit und etwa tropfenförmig nach Südosten orientiert. Sie ist flach; die höchste Erhebung liegt im Norden. Die Vegetation ist dicht, außerhalb der Regenzeit jedoch eher spärlich. Browse Island besteht hauptsächlich aus Korallenbruch und ist von einem weißen Sandstrand umgeben. Auf der Insel gibt es einen Leuchtturm und ein weiteres Gebäude; sie ist jedoch unbewohnt. Das Riff um Browse Island ist im Norden und Nordwesten nur etwa einen Meter tief, aufgrund des schnellen Abfalls (sowie starker Winde und Dünung) ist das Ankern schwierig.

## Geschichte
Als erster Europäer sichtete vermutlich der englische Entdecker William Dampier im September 1699 Browse Island; er sprach von einer „kleinen, niedrigen Sandinsel … bewohnt nur von Tölpeln und Man-of-War-Vögeln [Prachtfregattvögeln]“. 1872 geriet ein Handelsschiff auf dem Weg von Darwin nach Fremantle in der Nähe in eine Flaute und Besitzer George Howlett folgte den Meeresvogelschwärmen nach Browse Island. Die Insel besaß große Mengen Guano, das für die nächsten zehn Jahre (nach anderen Angaben von 1870 bis 1890) intensiv abgebaut wurde. Am 26. Februar 1876 wurde in Adelaide die Browse Island Guano Company Limited gegründet, um den Dünger abzubauen und in Ausland zu verkaufen. Die Insel war die bekannteste Guano-Insel in Nordaustralien, was darauf hindeutet, dass Seevögel vor der Kimberlyküste bevorzugt hier weilten. 1876 wurde beschrieben, dass „Millionen“ Vögel die Insel bevölkerten und ihre Eier dicht auf jedem Teil der Insel verstreut lagen. Der Kapitän der Brigg Silver Stream berichtete 1885, dass zwei weitere Schiffe dort Guano abbauten und die Insel viele Vögel, wilde Katzen, domestiziertes Geflügel und Schweine aufwies. Auf einem Gemälde von 1878 ist eine gänzlich andere Vegetation zu sehen, die (falls sie existierte) die Vogelwelt und die nistenden Schildkröten stark beeinflusst haben müsste.
Der Guanoabbau dauerte in unregelmäßigen Abständen unter verschiedenen Pachten noch bis 1921 an, al die qualitativen Guanoablagerungen endgültig erschöpft waren. Viele Zeugnisse der Industrie sind noch immer sichtbar, etwa Überreste der Rohphosphatsteinmauern und Stützkonstruktionen, Schienen für beladene Karren, und Gräber verstorbener Minenarbeiter. Wilde Katzen blieben noch lange nach dem Ende des Abbaus auf der Insel; die HMAS Canberra erblickte 1929 eine „kleine, abgemagerte Katze“ und der Ornithologe Dominic Seventy war 1949 überrascht, Spuren einer Katze auf der Insel vorzufinden.
Am 18. Januar 1944 erkundete eine japanische Aufklärungsgruppe an Bord des 25 Tonnen schweren Fischereiboots Hiyoshi Maru aus Kupang, Timor im Zuge des Zweiten Weltkriegs die Insel für einige Stunden, bevor sie weiter zur australischen Küste fuhr.
1945 wurde ein Leuchtturm mit Ethinantrieb am südlichen Ende errichtet, der 1985 auf Solarkraft umgestellt wurde. 1958 wurde ein etwa 40 m hoher quadratischer weißer Gittergerüstturm aus Stahl gebaut, der ebenfalls ein weißes Blinklicht und eine Radarantwortbake beherbergt. Der Leuchtturm hat eine Reichweite von 26 Seemeilen. Es existiert ein Hubschrauberlandeplatz auf der Insel, der von der Öl- und Gasindustrie genutzt wird. Daneben gibt es eine Wetterstation und ein Gebäude.
Um die Insel gibt es neun historische Schiffswracks, von denen ein besonders exponiertes im Osten der Insel wegen der guten Möglichkeit zum Studium der Strukturdetails eines großen eisernen Segelschiffs aus dem 19. Jahrhundert, welche eine wichtige Rolle in der Kolonialgeschichte der Region spielten, im Register of the National Estate gelistet war. Aus der Guanozeit gibt es mindestens sechs Wracks um die Insel, hauptsächlich Folgen tropischer Zyklone. Alle Wracks sind unter dem State Government Maritime Archaeology Act 1973 geschützt.
Navigationsmechaniker Ray Foxon entdeckte 1975 vom Leuchtturm seltsame Hügel und Felslinien, die von der Verwüstung durch Zyklon Trixie im Februar 1975, der die Vegetation von der Insel entfernt hatte, freigelegt worden waren; 1976 hielt er sie mit der Kamera fest. Er fand heraus, dass die Insel im Zweiten Weltkrieg von der United States Navy als U-Boot-Basis benutzt worden sein soll. Außerdem sei die Insel Verbannungsort für Marinepersonal, das auf See schwere Verbrechen begangen hatte und nicht in Gefangenschaft gehalten werden konnte, gewesen; die Hügel seien deren Gräber. Die Geschichte der Insel sei nach dem Krieg geheim gehalten worden.
Das Fischereiministerium führte 1971–73 mehrere Expeditionen zur Insel durch, um die Gefäßflora und Wirbeltierfauna zu untersuchen. Vom 1. bis 10. September 2000 waren die DX-Amateurfunkerexpeditionen VK6BM und OC-234 auf der Insel.

## Ökologie
Die Insel ist von großen Korallenriffen umgeben und ein wichtiges Nestgebiet für Meeresvögel und Grüne Meeresschildkröten (Dezember–Februar). Auch Wallriffschildkröten brüten dort. Durch den Auftrieb in den umgebenden Gewässern gibt es erhöhte Konzentrationen von tropischem Krill und es sollen dort Buckelwale fressen. Das Gebiet soll die höchste Vielfalt an Walarten in Westaustralien haben, auch Delfine kommen in großer Anzahl vor.
Die Grünen Meeresschildkröten bei Browse Island sowie im Scott Reef 170 km nordöstlich bilden zusammen eine eigenständige genetische Population, was auf wenig Austausch mit Nistplätzen auf anderen Inseln oder dem Festland hinweist und die Bedeutung von Browse Island als Schildkrötennistplatz unterstreicht. Es gibt Berichte über Wilderei von Grünen Meeresschildkröten am Strand von Browse Island, bevor diese ihre Eier ablegen konnten.
Anthropogene Faktoren wie der Guanoabbau und die Einführung von Hauskatzen und Mäusen führten dazu, dass Browse Island von den Seevögeln als Brutkolonie aufgegeben wurde. Im 19. Jahrhundert waren unzählige Vögel anzutreffen; Dominic Serventys schrieb bei seinem Besuch 1949, dass keine Seevögel vorhanden waren und die Insel nicht so aussah, als wäre sie in den vorigen Jahren als Brut- oder Schlafstätte verwendet worden. Auch heute ist die Vogelwelt weiterhin stark begrenzt: 2018 wurden Riffreiher, Eilseeschwalben, Bindenrallen sowie Weißbauchtölpel festgestellt (letztere erstmals in größeren Zahlen), außerdem sechs Paare brütender Zügelseeschwalben. Die Eliminierung von Bedrohungen wie Unkraut und Mäusen, deren hohe Dichte möglicherweise der Hauptgrund für dessen Ausbleiben ist, könnte zusammen mit Brutermunterung z. B. durch Attrappen die Wiederaufnahme von Browse Island als wichtige Brutstätte bewirken. Brutkolonien existieren bereits auf den Lacepedeinseln, auf Adele Island und im Ashmore-Riff, zwischen denen Browse Island eine Verbindung herstellt.
Hausmäuse wurden zuerst 1972 von der ersten biologischen Studie der Kimberley-Inseln gesammelt. 2012 wurde von Wissenschaftlern des genetischen Hausmauslabors der Universität Hokkaidō in Japan festgestellt, dass die Mäuse auf Browse Island und den Ashmore-Inseln zur Unterart der Südostasiatischen Hausmaus (Mus musculus castaneus) gehören und somit ein biologisches Risiko für den australischen Kontinent darstellen, falls sie dorthin gelangen sollten. Eine Expedition des Department of Biodiversity, Conservation and Attractions zusammen mit Mitarbeitern des West Kimberley District und dem Ornithologen George Swann stellte 2018 eine sehr hohe Dichte an Mäusen fest: Über Nacht wurden 550 von 600 Fallen ausgelöst. Ein Biodiversitätsbericht der Naturschutzkommission des Bundesstaats empfahl 2010, die ausgewilderten Tiere auszurotten; die Expedition 2018 kam zu dem gleichen Schluss.
Die Insel ist dicht mit der hohen, dünnen Malve Abutilon indicum bewachsen, eingehüllt von Prunkwinden der Art Ipomoea macrantha. Das einzige Unkraut ist das Süßgras Cenchrus ciliaris. Die Untersuchung 2018 stellte auch (zum ersten Mal in Western Australia) das Rötegewächs Guettarda speciosa fest, welches von den Ashmore-Inseln bekannt ist und sich daher vermutlich selbst eingeführt hat.
Browse Island ist ein Western Australian Nature Reserve mit der Klassifizierung „Not Class A“ (ehem. „Class C“), Eigentum der bundesstaatlichen Naturschutzkommission und wird verwaltet vom Umwelt- und Naturschutzministerium. Von der IUCN wird sie als geschütztes Gebiet der Kategorie 1A  (strenges Naturreservat) gelistet.

## Ökonomie
Indonesische Fischer (sog. „Perahus“) kommen regelmäßig in die umliegenden Gewässer, da Browse Island innerhalb der sogenannten MOU-Box (Memorandum of Understanding) liegt, innerhalb welcher traditionelle indonesische Fischer gemäß eines Vertrags von 1974 auch innerhalb der australischen ausschließlichen Wirtschaftszone fischen dürfen. Die Fischer kommen hauptsächlich für Seegurken, Muscheln, Fische wie Haie und Kreiselschneckenhäuser. Anlandungen sind nicht erlaubt, jedoch gibt es Beweise für Wilderei auf der Insel.
Im Browsebecken gibt es große Erdgasvorkommen; in der Nähe der Insel befindet sich die Flüssigerdgas fördernde Bohrinsel Ichthys Explorer, die weltgrößte halb-tauchfähige Bohrinsel.